# Víctor Aravena
Víctor Aravena Pincheira (ur. 5 lutego 1990 w Coronel) – chilijski lekkoatleta specjalizujący się w biegach długich. 
W biegu na 3000 metrów był dziesiąty w 2007 roku na mistrzostwach świata juniorów młodszych, a rok później zajął odległe miejsce w przełajowych mistrzostwach świata. Podczas mistrzostw Ameryki Południowej juniorów w 2009 zdobył brąz w biegu na 5000 metrów. Na tym samym dystansie był w 2010 ósmy na mistrzostwach ibero-amerykańskich oraz w 2011 zdobył wicemistrzostwo Ameryki Południowej i zajął dziesiąte miejsce na uniwersjadzie. W 2012 zdobył złoto w biegu na 3000 metrów podczas mistrzostw ibero-amerykańskich oraz wygrał biegi na 5000 i 10 000 metrów na młodzieżowych mistrzostwach Ameryki Południowej. W 2013 sięgnął po swoje drugie srebro czempionatu Ameryki Południowej. Złoty medalista igrzysk Ameryki Południowej (2014). Wywalczył brązowy medal igrzysk panamerykańskich w Toronto. W 2016 zajął 42. miejsce w maratonie podczas igrzysk olimpijskich w Rio de Janeiro.
Medalista mistrzostw Chile.
Rekordy życiowe: bieg na 3000 metrów – 7:59,91 (12 maja 2012, Concepción); bieg na 5000 metrów – 13:46,94 (25 lipca 2015, Toronto); bieg na 10 000 metrów – 29:15,21 (13 lutego 2014, Santiago). 